# Mehdi Merabet
Pas d'image ? Cliquez ici

a Compétitions nationales et continentales officielles uniquement.

b Matchs officiels uniquement.
Dernière mise à jour le 14 juillet 2022.
Mehdi Merabet (en arabe : مهدي مرابط), né le 21 juin 1985 à Toulon, est un joueur international algérien de rugby à XV qui évolue au poste de pilier droit au sein de l'effectif de l'US Le Mourillon. Il mesure 1,86 m pour 118 kg.

## Biographie

### Carrière en club
Mehdi Merabet naît le 21 juin 1985 à Toulon dans le département du Var. Il grandit dans le quartier du Mourillon où il découvre le rugby. Après un court passage à Marseille, il intègre le centre de formation du Rugby club toulonnais à l'âge de dix-neuf ans.
De 2004 à 2008, il gravit les échelons avec le RC Toulon et dispute une finale du championnat de France Reichel et une demi-finale en Espoirs. Il est appelé à plusieurs reprises avec les pros et dispute son premier match en Top 14 avec les toulonnais le 12 novembre 2005 contre le RC Narbonne. Au total, il joue onze matchs en 2005-2006 et neuf matchs la saison suivante.
En 2008, il décide de tenter une nouvelle expérience au Racing 92. Il s’adapte très vite et obtient le titre de champion de France Pro D2 avec le Racing un an après l’avoir glané avec le RC Toulon. En 2009-2010, il confirme ses progrès et figure sur onze feuilles de match en Top 14 et en Challenge Cup. 
Après deux saisons passées au Racing 92, et malgré une proposition de prolongation, il préfère décliné l’offre pour obtenir plus de temps de jeu ailleurs.
Il s'engage d'abord avec l'US Montauban. Mais la relégation de ce dernier du Top 14 en Fédérale précipite l'annulation du transfert. Mehdi Merabet signe donc un contrat d'un an, avec option sur une année supplémentaire avec le RC Toulon pour la saison 2010-2011. Il dispute le Top 14 et la H Cup,.
Lors de la saison 2011-2012, il signe à Oyonnax et dispute dix-sept matchs dont neuf comme titulaire.
Puis en novembre 2012, il signe à Colomiers en tant que joker médical.
La saison suivante, il signe au RC Aubenas en Fédérale 1. C'est Marc Raynaud, manager d'Aubenas, qui l'appelle et réussit à le convaincre de signer au club. Le challenge, est de redevenir un bon joueur de rugby. Il met une année à reprendre confiance. Et à l'intersaison, malgré des opportunités en Pro D2, il reste à Aubenas, car il veut rendre au club ce qu'il lui a donné.
Résultat, la conquête de la formation ardéchoise, sous les ordres de Sébastien Fouassier, a presque tout écrasé sur son passage.
En janvier 2015, il s'engage avec l'USON Nevers avec la perspective de monter en Pro D2. La première année, il connait la peine d'un barrage d'accession en Pro D2 perdu contre Massy en mai 2016. Puis le bonheur d'une montée, le 13 mai 2017 contre Chambéry, et la satisfaction d'un maintien lors de la saison 2017-2018. Il inscrit ses premiers points sous les couleurs neversoises, lors de son dernier match disputé avec le club. En effet, il termine sur une transformation, venue ponctuer une victoire contre Soyaux Angoulême 34 à 19, le 6 avril 2018. Un cadeau après soixante-trois matches disputés avec l'USON. Il déclare : « Je ne m'y attendais pas. Mes coéquipiers ont insisté, alors je me suis rappelé des cours que je donnais à Wilkinson », coéquipier de Mehdi Merabet à Toulon (2010-2011).
Après trois saisons à l’USON Nevers, en 2018, il rejoint le Rugby Club Hyères Carqueiranne La Crau en Fédérale 1.
Puis en 2020, il signe à l'US seynoise en National 2.
En 2022, il signe à l'US Le Mourillon, le club de ses débuts, en Fédérale 3.

### Carrière internationale
Mehdi Merabet a honoré sa première cape internationale en équipe d'Algérie le 20 décembre 2017 contre l'équipe de Tunisie lors du Tri-nations maghrébin au Stade municipal d'Oujda au Maroc. Victoire des algériens 36 à 13.
En juillet 2018, il est de nouveau appelé en sélection pour participer à la Rugby Africa Silver Cup (groupe nord) au stade Michel Coulon de Toulouse en France. Il est titulaire lors de la victoire 22 à 18 face au Sénégal le 8 juillet,, puis de nouveau lors de la victoire 23 à 13 face à la Côte-d'Ivoire le 14 juillet.
Mais il ne participe pas à la finale contre l'équipe de Zambie. L'Algérie remporte la finale 31 à 0, ce qui lui permet d'accéder à la Rugby Africa Gold Cup l'année suivante.
L'édition 2019-2020 de la Rugby Africa Cup est finalement annulée en raison de la pandémie de Covid-19.
En juillet 2021, il est de nouveau appelé en sélection par le sélectionneur Boumedienne Allam, pour participer au premier tour de la Rugby Africa Cup à Kampala en Ouganda, contre l'équipe du Ghana et de l'Ouganda. Après une défaite 22 à 20 contre le Ghana,, l'Algérie s'impose face au pays hôte 16 à 22 et se qualifie pour le Top 8 africain.
Le 19 mars 2022, il est convoqué pour un test-match contre la Côte d'Ivoire, à Toulouse en France. Le XV aux deux Lions s'impose sur le score de 37 à 13.
Il est rappelé à l'intersaison 2022, par la sélection algérienne afin de disputer la phase finale de la Coupe d'Afrique, faisant office de tournoi qualificatif de la zone Afrique pour la Coupe du monde 2023.
Titulaire le 2 juillet au poste de pilier droit contre le Sénégal pour le premier match des phases finales de la Coupe d'Afrique, victoire 35 à 12, il rentre à la 64e minute de jeu à la place de Bekada Belhaouari, lors du match pour la 3e place, victoire 20 à 12,.
Pour sa première participation à la Coupe d'Afrique, l'Algérie termine 3e.

## Statistiques en équipe nationale
- International algérien : 9 sélections depuis 2017.
- Sélections par année : 2 en 2017, 2 en 2018, 2 en 2021, 3 en 2022.

## Palmarès

### En club
- Vainqueur du Championnat de France de 2e division (3) en 2005 et 2008 avec le RC Toulon, et en 2009 avec le Racing 92.
- Vainqueur de la Phases finales d'accession à la Pro D2 en 2017 avec l'USON Nevers.
- Vainqueur du championnat du Littoral en 2003.
- Finaliste du championnat de France Reichel en 2005.
- Demi-finaliste du championnat de France Espoirs en 2006.

### En sélection
- Champion d’Afrique Silver Cup 2018[Note 1].